# 谷亮子
谷亮子（日语：／ Tani Ryōko，1975年9月6日—），原名田村亮子，出生於福岡縣福冈市，曾是日本女子柔道运动员。
2003年与日本职业棒球运动员谷佳知结婚后改为现名。2010年7月當選民主黨眾議院議員，同年10月15日宣佈退出運動界以專心從政。

## 外部連結
- 谷亮子在国际奥林匹克委员会的资料
- Videos of Ryoko Tani（页面存档备份，存于）